# Eleições estaduais no Espírito Santo em 1974
As eleições estaduais no Espírito Santo em 1974 aconteceram em duas etapas conforme prescrevia o Ato Institucional Número Três e assim a eleição indireta do governador Elcio Alvares e do vice-governador Carlos von Schilgen foi em 3 de outubro e a escolha do senador Dirceu Cardoso, oito deputados federais e vinte e quatro estaduais ocorreu em 15 de novembro sob um receituário aplicado aos 22 estados e aos territórios federais do Amapá, Rondônia e Roraima, sendo que os capixabas residentes no Distrito Federal escolheram seus representantes para o Congresso Nacional por força da Lei n.º 6.091 de 15 de agosto de 1974.
Para ocupar o Palácio Anchieta foi escolhido o advogado mineiro Elcio Alvares. Nascido em Ubá ele se graduou pela Universidade Federal do Espírito Santo em 1955 e compôs a seccional da Ordem dos Advogados do Brasil até entrar no PSD. Vitorioso o Regime Militar de 1964 fez opção pela ARENA elegendo-se suplente de deputado federal em 1966 sendo efetivado após o falecimento de Raimundo Andrade em 1970, ano em que foi reeleito. A liderança do novo governador capixaba foi atestada quando do estabelecimento de um grupo arenista dissidente chamado cupim de aço.
O novo vice-governador do estado é o médico Carlos von Schilgen graduado na Universidade do Estado do Rio de Janeiro e professor da Universidade Federal do Espírito Santo. Nascido em Vitória, trabalhou na área da Otorrinolaringologia e dirigiu o Departamento Estadual de Saúde no segundo governo Carlos Lindenberg.
Na eleição para senador a vitória foi do advogado, jornalista e professor Dirceu Cardoso. Fluminense de Miracema, graduou-se na Universidade Federal do Rio de Janeiro e foi secretário de Educação no governo Carlos Lindenberg desenvolvendo uma vida política no PSD e estruturada a partir de Muqui, cidade onde foi prefeito duas vezes. Conquistou o mandato de deputado estadual em 1950 e em 1954 e de deputado federal em em 1958, 1962 e 1966, este último mandato já sob a legenda do MDB. Suplente de deputado federal em 1970, foi efetivado após a morte de Adalberto Nader e em 1974 conquistou o mandato de senador.

## Resultado da eleição para governador
A eleição do governador e respectivo vice-governador coube à Assembleia Legislativa do Espírito Santo sob controle da ARENA.
| Candidatos a governador do estado | Candidatos a vice-governador | Número | Coligação             | Votação | Percentual |
| --------------------------------- | ---------------------------- | ------ | --------------------- | ------- | ---------- |
| Elcio Alvares ARENA               | Carlos von Schilgen ARENA    | -      | ARENA (sem coligação) | 15      | 71,43%     |

## Resultado da eleição para senador
Conforme dados divulgados pelo Tribunal Superior Eleitoral que apurou 381.404 votos nominais (84,94%), 39.276 votos em branco (8,75%) e 28.320 votos nulos (6,31%) totalizando o comparecimento de 449.000 eleitores.
| Candidatos a senador da República | Primeiro suplente de senador | Número | Coligação             | Votação | Percentual |
| --------------------------------- | ---------------------------- | ------ | --------------------- | ------- | ---------- |
| Dirceu Cardoso MDB                | Berredo de Menezes MDB       | -      | MDB (sem coligação)   | 213.038 | 55,86%     |
| José Carlos da Fonseca ARENA      | Luís Buaiz ARENA             | -      | ARENA (sem coligação) | 168.366 | 44,14%     |

## Deputados federais eleitos
São relacionados os candidatos eleitos com informações complementares da Câmara dos Deputados. Foram apurados 356.729 votos válidos (79,45%), 62.235 votos em branco (13,86%) e 30.036 votos nulos (6,69%) resultando no comparecimento de 449.000 eleitores.

Representação eleita
  ARENA: 5
  MDB: 3

| Deputados federais eleitos | Partido | Votação | Percentual | Cidade onde nasceu    | Unidade federativa  |
| Argilano Dario             | MDB     | 44.767  | 10,69%     | São José do Campestre | Rio Grande do Norte |
| Gerson Camata              | ARENA   | 33.812  | 8,07%      | Castelo               | Espírito Santo      |
| Mário Moreira              | MDB     | 27.948  | 6,67%      | Itapemirim            | Espírito Santo      |
| Moacir Dalla               | ARENA   | 24.044  | 5,74%      | Colatina              | Espírito Santo      |
| José Parente Frota         | ARENA   | 21.178  | 5,05%      | Sobral                | Ceará               |
| Henrique Pretti            | ARENA   | 20.652  | 4,93%      | Santa Teresa          | Espírito Santo      |
| Osvaldo Zanello            | ARENA   | 19.898  | 4,75%      | Ribeirão Preto        | São Paulo           |
| Aloizio Santos             | MDB     | 19.039  | 4,54%      | Brejo Grande          | Sergipe             |

## Deputados estaduais eleitos
Estavam em jogo 24 cadeiras na Assembleia Legislativa do Espírito Santo.

Representação eleita
  ARENA: 15
  MDB: 9

| Deputados estaduais eleitos   | Partido | Votação | Percentual | Cidade onde nasceu      | Unidade federativa |
| Aldo Alves Prudêncio          | MDB     | 15.313  | 0,00%      |                         |                    |
| Hélio Manhães                 | MDB     | 13.009  | 0,00%      | Cariacica               | Espírito Santo     |
| Nyder Barbosa                 | MDB     | 12.852  | 0,00%      | Itaguaçu                | Espírito Santo     |
| João Manoel Meneghelli        | ARENA   | 12.433  | 0,00%      |                         |                    |
| Emir de Macedo Gomes          | ARENA   | 12.281  | 0,00%      |                         |                    |
| Syro Tedoldi Neto             | ARENA   | 11.992  | 0,00%      |                         |                    |
| Max Mauro                     | MDB     | 11.439  | 0,00%      | Vila Velha              | Espírito Santo     |
| Juarez Martins Leite          | ARENA   | 10.194  | 0,00%      |                         |                    |
| Pedro Leal                    | ARENA   | 10.117  | 0,00%      |                         |                    |
| Setembrino Pelissari          | ARENA   | 7.819   | 0,00%      | Ibiraçu                 | Espírito Santo     |
| Lúcio Merçon                  | ARENA   | 7.768   | 0,00%      | Muniz Freire            | Espírito Santo     |
| José Luiz Cláudio Corrêa      | ARENA   | 7.542   | 0,00%      |                         |                    |
| Délio Romeu Queiroz           | ARENA   | 7.421   | 0,00%      |                         |                    |
| Edson Machado                 | ARENA   | 7.197   | 0,00%      |                         |                    |
| Clóvis de Barros              | ARENA   | 6.925   | 0,00%      |                         |                    |
| Dylio Penedo                  | ARENA   | 6.699   | 0,00%      |                         |                    |
| Délio Rodrigues Correa        | MDB     | 6.214   | 0,00%      |                         |                    |
| Clério Vieira Falcão          | MDB     | 6.212   | 0,00%      |                         |                    |
| Paulo Barros                  | ARENA   | 6.158   | 0,00%      |                         |                    |
| Walter de Prá                 | ARENA   | 6.100   | 0,00%      | Cachoeiro de Itapemirim | Espírito Santo     |
| Dercílio Gomes de Albuquerque | ARENA   | 5.899   | 0,00%      |                         |                    |
| José Teixeira Guimarães       | MDB     | 5.491   | 0,00%      |                         |                    |
| Carlos Alberto Cunha          | MDB     | 5.037   | 0,00%      |                         |                    |
| Luiz Batista                  | MDB     | 5.026   | 0,00%      | Ibiraçu                 | Espírito Santo     |